# رايموند جورج
رايموند جورج (بالإنجليزية: Raymond George)‏ هو مدير فني أمريكي، ولد في 7 يناير 1918 في سانت لويس في الولايات المتحدة، وتوفي في 12 يناير 1995.

## وصلات خارجية
- رايموند جورج على موقع مرجع كرة القدم المحترفة.كوم (الإنجليزية)